# Томи Кивисте
Томи Кивисте (фин. Tommi Kivistö; 7. јун 1991, Ванта, Финска) професионални је фински хокејаш на леду који игра на позицији одбрамбеног играча.
Од сезоне 2013/14. наступа за екипу ХК Илвес у елитној лиги Финске.
Са сениорском репрезентацијом Финске освојио је сребрну медаљу на Светском првенству 2014. у Минску.
На улазном драфту НХЛ лиге 2009. године, одабрала га је екипа Каролина Харикенса као 208. пика.